# Opportunities (Let's Make Lots of Money)
"Opportunities (Let's Make Lots of Money)" é uma canção da dupla inglesa de música eletrônica Pet Shop Boys, retirada de seu álbum de estreia, o Please (1986). Foi inicialmente lançada como single no ano de 1985, mas passou por uma regravação e foi relançada em 1986, quando obteve maior popularidade tanto no Reino Unido quanto nos EUA. Chegou à posição de número 11 no UK Singles Chart, além de atingir a posição de número 10 na Hot 100 da Billboard. Depois de uma propaganda do Super Bowl em fevereiro de 2021, onde aparecia a canção, ela entrou mais uma vez na tabela musical de música eletrônica e dance da Billboard, alcançando o topo da parada no dia 27 de fevereiro de 2021.
Em sua letra, a faixa traz uma sátira aos valores "hipercapitalistas" dos anos 80, como o thatcherismo, além da crítica à aversão existente entre os críticos de rock sobre qualquer hit que não continha guitarras.